# Си Яцзе
Си Яцзе (кит.: 司雅杰, 4 грудня 1998, Сіань, Китай) — китайська стрибунка у воду, срібна призерка Олімпійських ігор 2016 року, дворазова чемпіонка світу.

## Виступи на Олімпіадах
| Олімпіада | Дисципліна                  | Місце |
| --------- | --------------------------- | ----- |
| Ріо 2016  | стрибки з 10-метрової вишки | 2     |